# Гуча (река)
Гу́ча (англ. Gucha; в низовье ред. Куджа) — река на западе Кении, впадает в озеро Виктория.

## География
Река Гуча, называемая народом луо рекой Куджа, берёт своё начало в высокогорье Киабонёру в графстве Нямира, протекает на запад через район Гуча, округ Мигори, где в неё впадает река Мигори и как Куджа-Мигори впадает в озеро Виктория. Длина реки — 149 км. Площадь водосбора — 6900 км².
Когда она пересекает Гусии, часть Гучи превращается[неизвестный термин] в реку Могонга, известную своими катастрофическими наводнениями. Могонга и Гуча примерно равны по размеру, они сливаются в 1 миле от города Огембо. В 2001—2002 годах Гуча—Мигори изменила русло у своего устья на более северное[прояснить].

## Плотина Гого-Фолс
В 45 км от города Мигори в 1956 году была построена плотина Гого-Фолс с гидроэлектростанцией мощностью 2 МВт, подключённой к Кенийской национальной энергосистеме. Дамба находится в ведении Кенийской электрогенерирующей компании. В 2014 году правительство Кении объявило о модернизации дамбы с целью увеличения мощности до 12 МВт, регулирования потока для предотвращения наводнений и обеспечения орошения примерно 25 тыс. га. К 2016 году были построены ирригационные водозаборы и каналы в Оранго ниже по течению от плотины для использования фермерами Окенге и Овиро в округе Мигори.
Рядом с плотиной расположены археологические раскопки Гого-Фолс.